# 제501지원여단
제501지원여단(영어: 501st Sustainment Brigade)는 미국 육군의 전투지원여단으로, 제2보병사단에 전투근무지원을 제공한다.
미국 육군의 개편에 의해 창설되어, 캠프 헨리에 있는 제19원정지원사령부(19th ESC)를 도와  한반도 안팎으로 전개하는 부대를 지원하는 임무를 가진다.

## 역사
1944년 7월 24일 잉글랜드에서 "제501병참대대"로 창설되어 활동을 개시했다. 1944년 10월 28일 프랑스로 이동하고 후에 독일에 진입하였고, 유럽에서의 승리의 날을 맞이하고 유럽-아프리카-중동 전역 스트리머를 수여받았다. 1945년 7월 8일 미국 본토로 돌아가 버지니아주 캠프 리에 주둔하였다.
1950년 1월 20일 제8군에 배속되어 한반도에 배치되었으며, 한국 전쟁을 종군하여 공훈부대표창, 대한민국 대통령 부대표창을 수여받았다. 1958년 1월 21일 대한민국에서 해산하였다.
1966년 4월 7일 "제501야전창"으로 개편되어 6월 1일 일리노이주, 그라니트시 육군창에서 활동을 개시하였다. 1967년 1월 8일 주태 미국 육군 지원대 예하 제9군수사령부에 배속되어 타이완에 1년간 주둔한 뒤, 이듬해 1968년 10월 20일 활동을 멈추었다.
1986년 4월 7일 용산 기지에서 "제501지원단 (군단)"로 개명되었다. 1991년 1월 28일 캠프 레드 클라우드로 이동하였고, 2006년 10월 13일 경상북도 칠곡군에 위치한 캠프 캐롤로 건너가 제501지원여단이 되었다.
2015년 7월 10일, 제501지원여단은 캠프 캐롤의 체육관에서 부대기 반환의식을 마치고 "제2보병사단 지원여단"(2ID Sustainment Brigade)으로 재편성되므로서 활동을 멈추었다. 산하 부대인 제94군사경찰대대는 제19원정지원사령부, 제498전투유지지원대대는 주한 물자지원사령부(MSC-K)로 전속하였다.

## 부대

### 제501지원여단
- 제501특수병력대대
  - 본부 및 본부중대 - 캠프 캐럴
  - 제176재무중대 - 캠프 험프리스
- 제194전투유지지원대대 (옛 제194정비대대)
  - 본부 및 본부중대, 캠프 험프리스
  - 제46수송중대 - 캠프 스텐리
  - 제61정비중대 - 캠프 스텐리
  - 제348병참중대 - 캠프 험프리스
  - 제520정비중대 - 캠프 험프리스
- 제498전투유지지원대대 (옛 제227정비대대)
  - 본부 및 본부 중대 - 캠프 캐럴
  - 제551내지화물수송중대 - 캠프 캐럴
  - 제595정비중대 - K-16
- 제94군사경찰대대
  - 본부 및 본부중대 - 용산기지
  - 제55군사경찰중대 - 캠프 케이시
  - 제142군사경찰중대 - 용산기지
  - 제188군사경찰중대 - 캠프 캐럴 / 캠프 워커 / 캠프 헨리
  - 제557군사경찰중대 - 캠프 험프리스
  - 제249군사경찰분견대 - 캠프 험프리스

### 제501군단지원단
- 제501군단지원단, 본부 및 본부중대
- 제498군단지원대대
- 제46수송중대
- 제61정비중대
- 제293병참분견대
- 제305병참지원중대
- 제473야전근무중대
- 제595정비중대

## 기록

### 소속
1. 제8군, 1950년 1월 20일
2. 제9군수사령부, 1967년
3. 제2보병사단, 1986년

### 계보
- 1944년 7월 24일, 501st Quartermaster Battalion→제501병참대대
- 1986년 4월 7일, 501st Support Group (Corps)→제501지원단 (군단)
- 1966년 4월 7일, 501st Field Depot→제501야전창
- 2006년 10월 13일, Headquarters and Headquarters Company, 501st Sustainment Brigade
→제501지원여단, 본부 및 본부중대

### 전역
- 제2차 세계 대전, 유럽 전구
- 한국 전쟁

### 스트리머
| 스트리머 그림 | 스트리머 이름            | 내역                              | 명령서                                         |
| ------------- | ------------------------ | --------------------------------- | ---------------------------------------------- |
|               | 공훈부대표창             | 1952년 2월 11일 ~ 8월 30일        | 제501병참대대, 육군부 제1955년 일반명령 제28호 |
|               | 대한민국 대통령 부대표창 | 1950년 9월 19일 ~ 1952년 7월 31일 | 제501병참대대, 육군부 제1955년 일반명령 제41호 |

## 참고
1. ↑  김성걸 (2006년 2월 14일). “주한미군 ‘신속 기동군’ 개편 마무리 단계”. 한겨레. 2012년 4월 18일에 확인함.
2. ↑  “The Champions Brigade Holds Historic Ceremony”. 2ID 지원여단 페이스북. 2015년 7월 10일. 2016년 12월 7일에 확인함.
3. ↑  “About the Command” (영어). 2011년 11월 4일에 원본 문서에서 보존된 문서. 2020년 10월 19일에 확인함.
4. ↑  “General Orders. No. 41” (PDF) (영어). Department of the army. 6쪽. 2020년 10월 19일에 확인함.

- “501st Sustainment Brigade” (영어). 미국 육군 문장학 연구소. 2016년 12월 13일에 원본 문서에서 보존된 문서. 2015년 8월 20일에 확인함.